# Kanumarathon-Weltmeisterschaften 2025
Die 32. Kanumarathon-Weltmeisterschaften werden vom 4. bis 7. September 2025 im ungarischen Győr stattfinden.
Es wird das vierte Mal sein, dass die Kanumarathon-Weltmeisterschaften in der Stadt stattfinden.
Veranstalter ist die ICF.